# ТУ4
ТУ4 (тепловоз узкоколейный тип 4 «четвёртый») — маневрово-вывозной грузо-пассажирский четырёхосный тепловоз для железных дорог колеи 750 мм.

## История создания
В середине 60-х годов, в связи с увеличением объёмов перевозок на УЖД лесной промышленности, возникла потребность в локомотивах с большей мощностью, чем у существовавших на тот момент тепловозов. Ввиду специфики узкоколейного транспорта (состояние пути, наличие кривых малого радиуса), которая ограничивала длину поездов, достаточно было достигнуть мощности тепловозов в 400 л. с., с возможностью работы двух локомотивов по системе многих единиц. Тепловозы ТУ2 и ТУ3, выпускавшиеся в то время, имели чрезмерно большую нагрузку на ось (8 т) и довольно сложную для промышленного железнодорожного транспорта электрическую передачу. Так же, кузов вагонного типа, которым обладали эти тепловозы, в условиях частой смены направления движения и усиленного наблюдения за составом и путями не мог быть удобным для локомотивных бригад.
В связи с вышеизложенным, Камбарский машиностроительный завод разработал новый тип узкоколейного локомотива с гидравлической передачей, который получил обозначение ТУ4.

## Конструкция

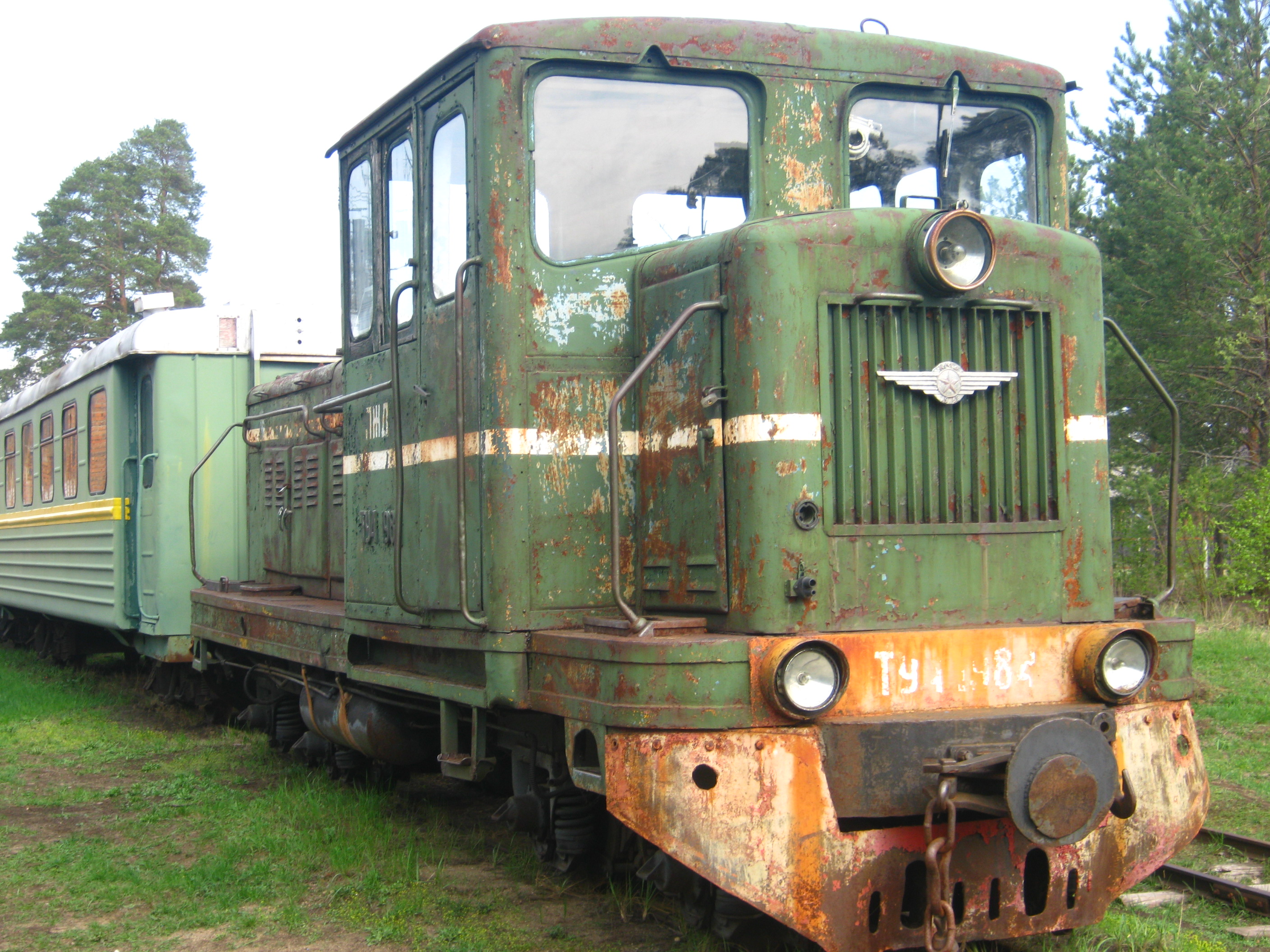

Тепловоз ТУ4 представляет собой локомотив, внешне напоминающий трактор, мощностью 250 л.с. и сцепным весом 18 т. Он предназначен для перемещения состава по железным дорогам колеи 750 мм на лесозаготовках, торфоразработках, карьерах, заводских путях и т.д.
Тепловоз может перемещать состав весом 250 т на подъём 0,1 % со скоростью 10 км/ч, имеет кузов кабинно-капотного типа и гидромеханическую передачу, благодаря которой у него хорошие динамические качества, экономичная тяговая характеристика, простое управление. Тепловоз ТУ4 — тележечной конструкции; две двухосные тележки с мягким рессорным подвешиванием обеспечивают тепловозу хорошую проходимость по неровностям пути, мягкость хода, хорошую вписываемость в кривые. Рама тепловоза опирается на тележки в восьми точках, что обеспечивает ему мягкость и бесшумность хода.
На тепловозе ТУ4 установлен дизельный двигатель У1Д6-250ТК, который развивает мощность 250 л. с. при номинальном числе оборотов 1500 в минуту. Крутящий момент от двигателя на оси передаётся через гидротрансформатор и реверсивную двухступенчатую коробку передач.
Тепловоз ТУ4 — кабинно-капотного типа. Под передним капотом, имеющим удлинённую форму, размещены: двигатель, гидропередача, топливный и масляные баки, компрессоры, система охлаждения двигателя и гидротрансформатора. Задний капот по форме такой же, как и передний, но немного короче. В нём размешены аккумуляторные батареи и багажник для хранения инструмента и снаряжения к тепловозу. Кабина машиниста расположена между передним и задним капотами. Она цельнометаллическая, внутри обшита фанерой, имеет хорошую обзорность, в холодное время года обогревается специальными подогревателями. Для работы в ночное время тепловоз оборудован 24-вольтовой электроосветительной аппаратурой.

## Серийный выпуск и эксплуатация
В 1962 году Камбарский машиностроительный завод выпустил первый тепловоз ТУ4-001. В процессе выпуска вносились изменения в конструкцию кузова и силовых агрегатов тепловоза. ТУ4 строились по 1974 год, за этот период было построено не менее 3155 тепловозов. Выпуск локомотивов был прекращён в связи с созданием и началом серийного выпуска облегченной модификации тепловоза ТУ7. Сочетание относительно высокой мощности и массы локомотива позволяло ТУ4 работать как на усах и времянках, так и на магистралях. Имелись также модификации на 1067 мм (для Кулебакского завода).

## Технические характеристики
- Дизель У1Д6-250ТК С3[2]
- Мощность 250 л. с.
- Служебный вес 18 т
- Нагрузка от оси на рельсы 4,5 т
- Передача — гидромеханическая, двухступенчатая
- Конструкционная скорость 50 км/ч
- Длина тепловоза (по осям автосцепок) 8400 мм
- Ширина 2650 мм
- Высота (от головки рельсов) 3295 мм
- Запас топлива 470 кг
- Запас масла для дизеля 75 кг
- Запас масла для гидропередачи 115 кг
- Запас воды 80 кг
- Запас песка 420 кг

## Тепловозы в музейных коллекциях
- ТУ4-446 — в частной коллекции, ранее УЖД Мокеиха-Зыбинского торфопредприятия[3]
- ТУ4-1030 — разукомплектован, на восстановлении в музее Тёсовской УЖД
- ТУ4-1984 — Переславский железнодорожный музей, используется в хозяйственной деятельности
- ТУ4-2630 — музей Тёсовской УЖД, отремонтирован, перевезен с разобранной УЖД Ранцевского торфопредприятия[4]
- ТУ4-2822 — музей Донецкой железной дороги. На ходу. Повреждено остекление. Перевезен с Донецкой детской железной дороги (куда попал с разобранной Макеевской ДЖД)
- ТУ4-2091 - музейная УЖД Йокиойнен, Финляндия

## Фото

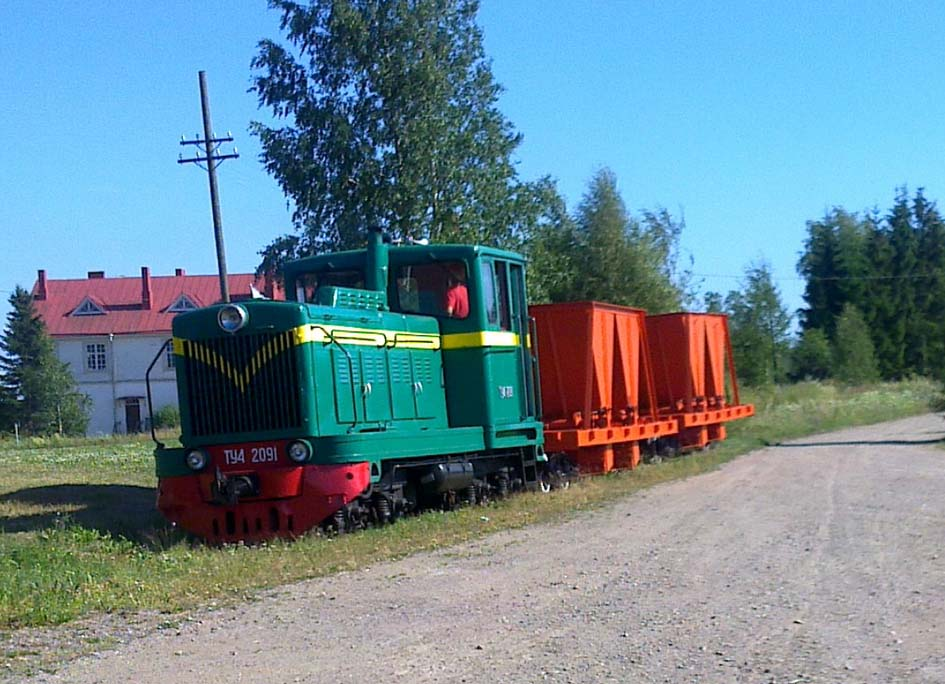
ТУ4-2091 на музейной УЖД Йокиойнен, Финляндия
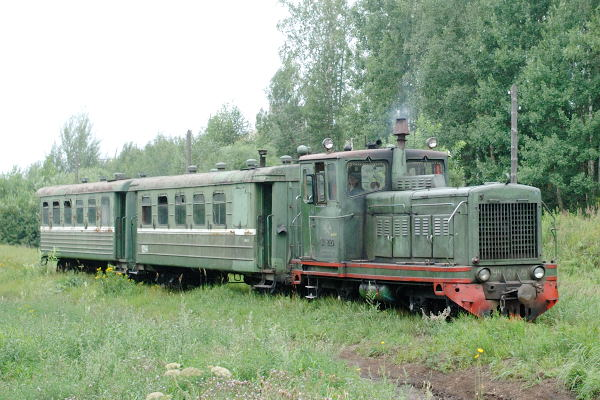
ТУ4-2129, УЖД Пищальского торфопредприятия
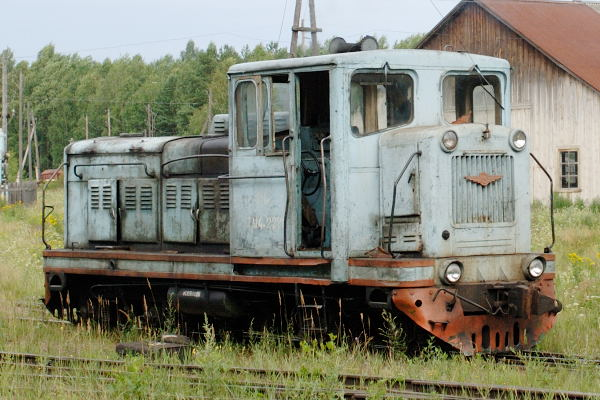
ТУ4-2221, Каринская узкоколейная железная дорога
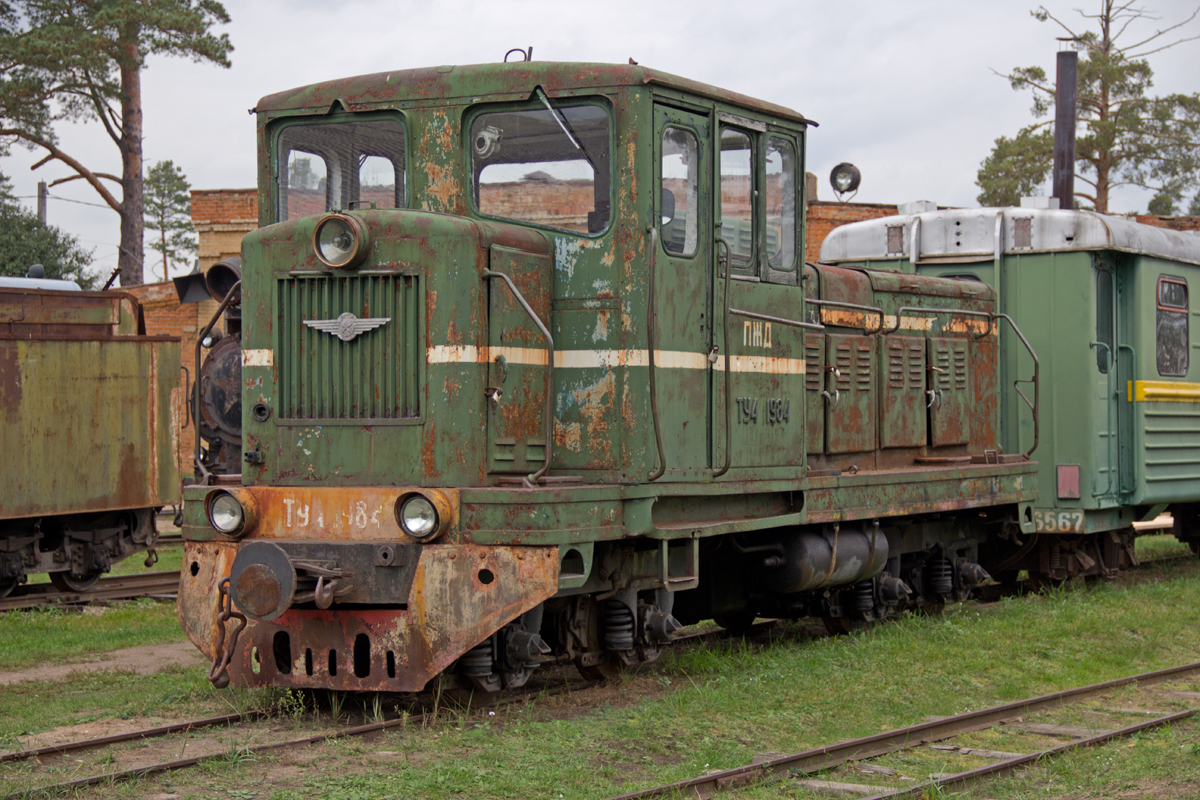
ТУ4-1984, Переславский железнодорожный музей
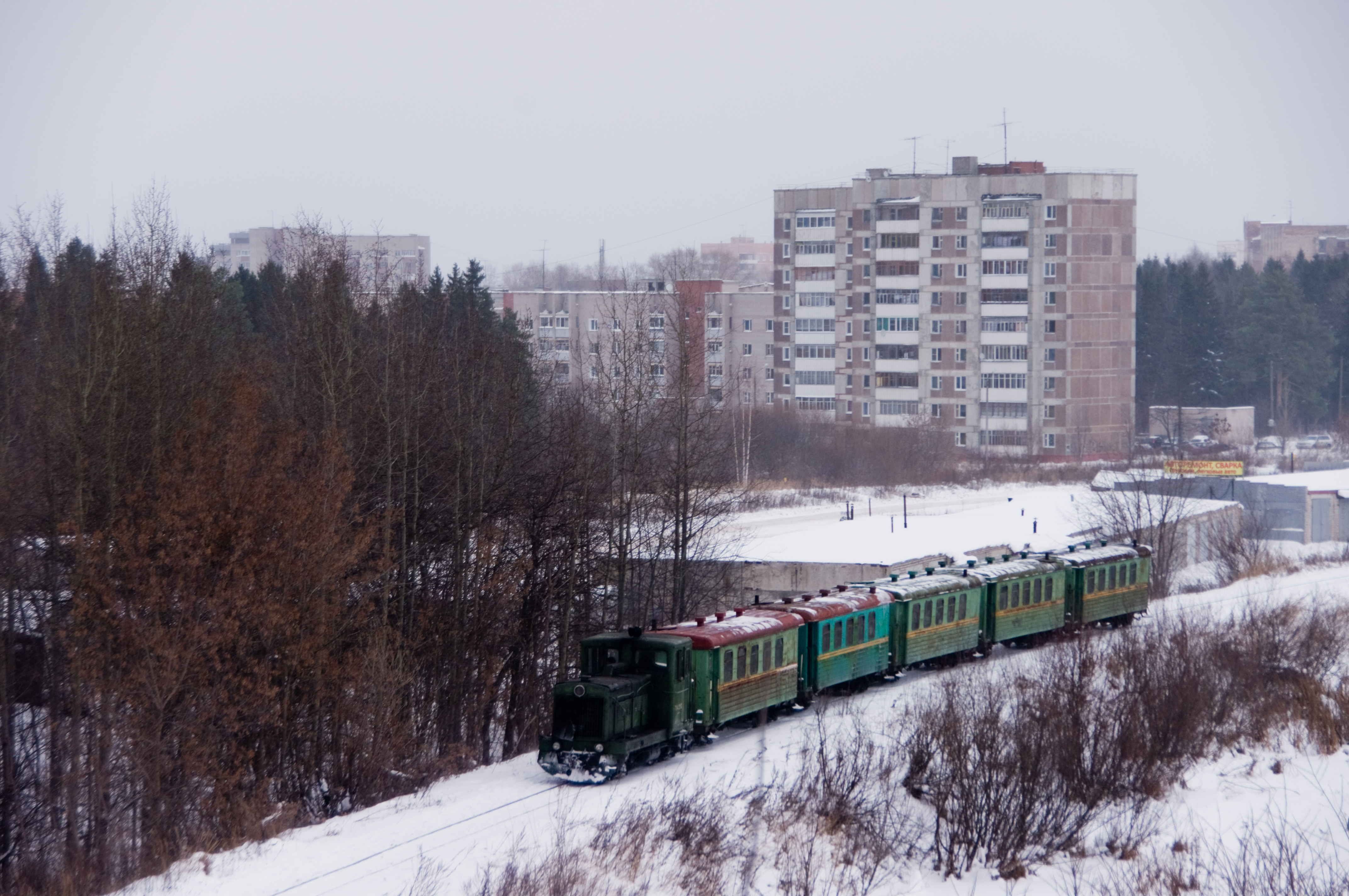
ТУ4-2286, Каринская узкоколейная железная дорога
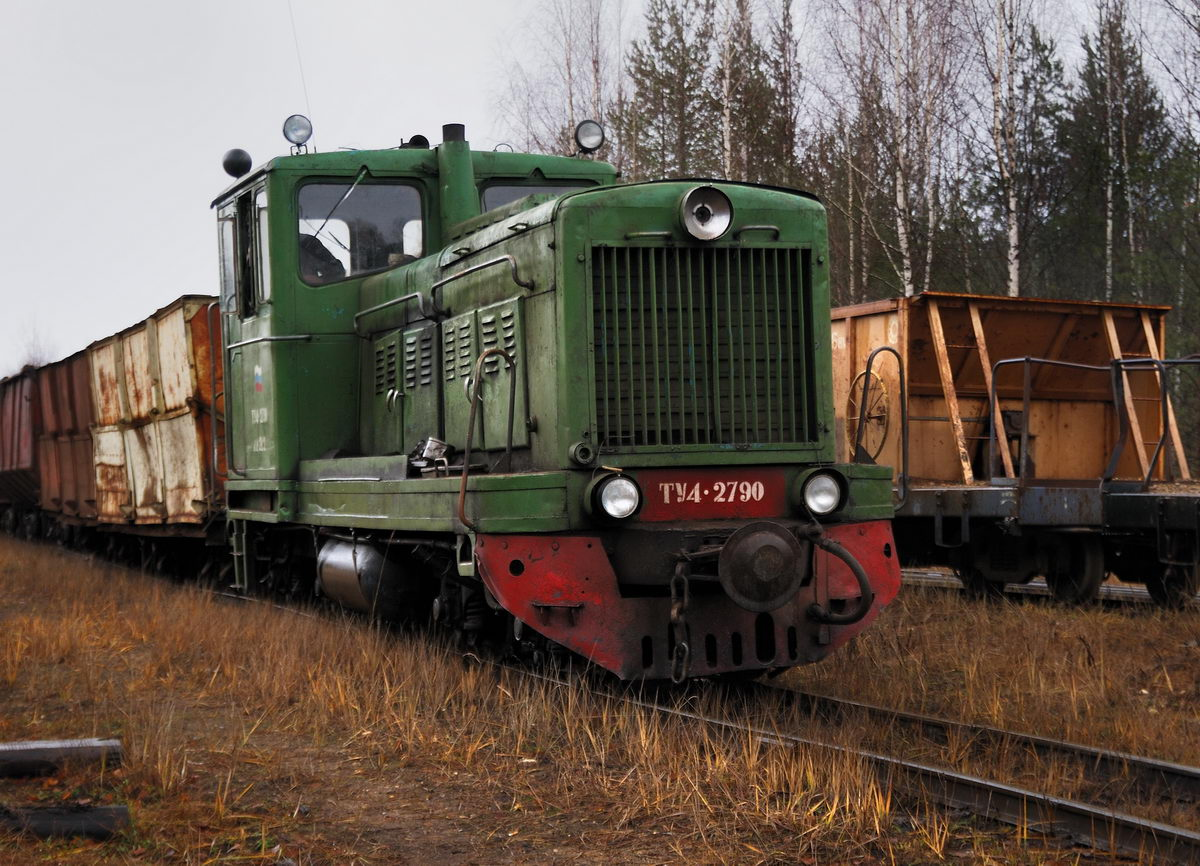
ТУ4-2790, Узкоколейная железная дорога Дымного торфопредприятия

## Тепловоз ТУ4 в симуляторах
Существует модель ТУ4, как полностью рабочий локомотив в новой игре Narrow-Gauge Railway, а также являющаяся дополнением к известному железнодорожному симулятору Trainz. Также есть модель ТУ4, являющаяся дополнением к известному железнодорожному симулятору MSTS (Microsoft Train Simulator)

## Тепловоз ТУ4 в кино
В фильме «И это всё о нём» поезда на узкоколейной лесовозной дороге водят ТУ4.